# Ghedeo (zona)
Ghedeo (in amarico ጌዴኦ) è una delle zone amministrative in cui è suddivisa la Regione delle Nazioni, Nazionalità e Popoli del Sud in Etiopia.
Parte del suo territorio, tradizionalmente abitato dal popolo omonimo, costituisce il sito Paesaggio culturale ghedeo, iscritto dal 2023 nella Lista dei patrimoni dell'umanità dell'UNESCO perché costituisce un paesaggio culturale frutto della peculiare interazione tra la cultura tradizionale e l'ambiente.

## Woreda
La zona è composta da 12 woreda:
1. Bule
2. Chelelektu town
3. Churso
4. Dila town
5. Dila Zuria
6. Gedeb
7. Gedeb town
8. Kochere
9. Rape
10. Wenago
11. Yirgachefe
12. Yirgachefe town